# José Aparicio
Sergio Lanciotti (Alicante, 16 dicembre 1773 – Madrid, 10 maggio 1838) è stato un pittore spagnolo, considerato con José de Madrazo e Juan Antonio Ribera tra i maggiori rappresentanti della pittura neoclassica spagnola.

## Biografia
Fu il settimo degli otto figli di Vicente Aparicio e di Manuela Inglada, e si formò a Valencia, nella Real Academia de San Carlos, vincendo il primo premio di pittura nel 1793. Trasferitosi a Madrid, studiò nella Real Academia de Bellas Artes de San Fernando. Nel 1799 ottenne da re Carlo IV una borsa di studio per recarsi a Parigi e poi a Roma: a Parigi, fu il primo allievo spagnolo di Jacques-Louis David, e nel suo atelier conobbe Juan Antonio Ribera y Fernández e José de Madrazo; nel 1805 ottenne una medaglia d'oro per L'epidemia di Spagna. Prima di partire per Roma, nel 1807, José Aparicio espose due volte alcune sue opere nel Salon.

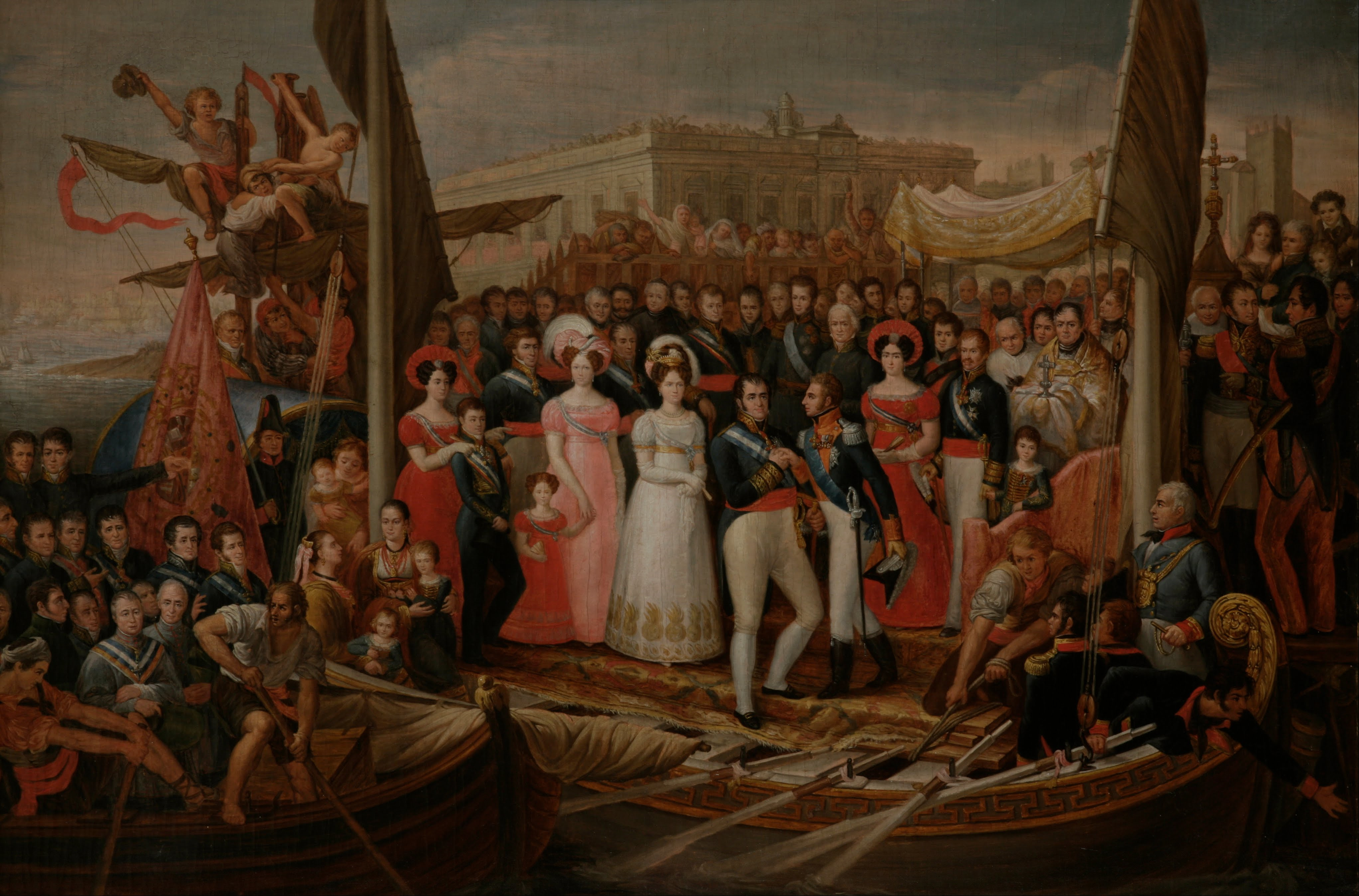
Sbarco di Fernando VII a León

A Roma continuò il suo apprendistato e si dimostrò fedele alla monarchia spagnola, rifiutando di giurare fedeltà a Giuseppe Bonaparte, creato re di Spagna dal fratello Napoleone I. Questo atteggiamento gli costò la prigionia, come agli altri artisti spagnoli residenti a Roma, in Castel Sant'Angelo.
Dopo che fu liberato, tornò in Spagna, sbarcando a Barcellona il 21 maggio 1815 e di qui andò a Madrid, iniziando la sua carriera con la nomina, nell'agosto, di pittore di camera del re. L'anno dopo iniziò Le glorie di Spagna, che lo tennero occupato per quasi due anni; con quest'opera, comincia la serie delle sue opere celelbrative. Con lo Sbarco di Fernando VII nell'isola di León, fu nominato nel 1829 membro dell'Accademia di San Carlo di Valencia, e poi la direzione dell'Accademia di San Fernando.

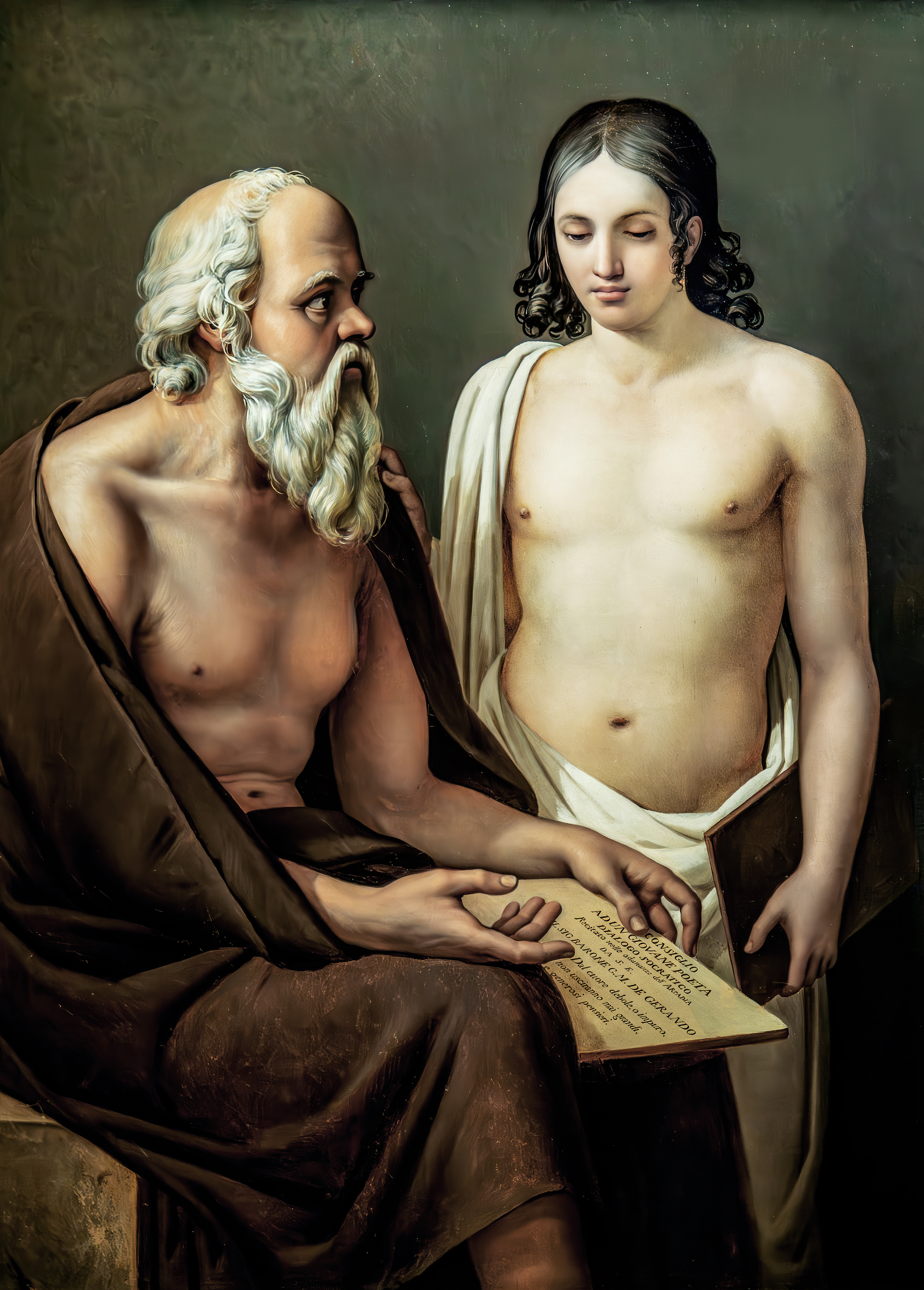
Socrate che insegna ad un giovane (1811), forse il ritratto del filosofo rispecchia quello dell'artista.

Alla morte di re Fernando VII iniziò il suo declino, non essendo ben visto dai governi liberali che ressero la Spagna. Morì povero nel 1838.

## Opere
Secondo i critici, il suo stile è accademico, fondato sul disegno, agghindato e freddo, con esagerazioni magniloquenti e patriottiche. Le opere più note sono La fame a Madrid (1818) e lo Sbarco di Fernando VII nell'isola di León (1827), entrambi quadri di propaganda politica a favore di re Fernando VII. Della stessa epoca de La fame a Madris è La battaglia di San Marcial, ispirato all'omonima battaglia.
Oltre alla pittura di storia, coltivò il ritratto della élite politica e aristocratica, come il generale Castaños o la baronessa Mayneaud de Pancemont, tra gli altri, e realizzò anche tele a soggetto religioso.